# Ivotka, Iampil
Ivotka (în ucraineană Івотка) este un sat în așezarea urbană Iampil din regiunea Sumî, Ucraina.

## Demografie
Componența lingvistică a localității Ivotka
     Ucraineană (96,3%)
     Rusă (3,7%)
Conform recensământului din 2001, majoritatea populației localității Ivotka era vorbitoare de ucraineană (96,3%), existând în minoritate și vorbitori de rusă (3,7%).